# Langues au Honduras
La langue officielle du Honduras est l'espagnol, qui est la langue maternelle de 91 % de la population du pays. Les langues Amérindiennes constituent 8 % des locuteurs, et l' Anglais environ 1 % de la population de langue maternelle Anglaise , surtout sur la côte est du pays (Garifunas), et les îles et îlots Caraïbes. Mais en seconde langue, l'anglais serait parlé par 15 à 20 % de la population du pays. De nombreux Honduriens vivent et travaillent aux États-Unis, et au Canada.    
Le taux d'alphabétisation chez les plus de 15 ans en 2015 y est estimé à 88 % selon l'UNESCO, dont 88 % chez les hommes et 89 % chez les femmes.